# 諏訪頼隆
諏訪 頼隆（すわよりたか）
- 諏訪刑部大輔頼隆 ： 戦国時代の人物。以下本項にて詳述する。
- 諏訪大隅守頼隆 ： 江戸時代の人物。諏訪頼基（よりもと、諏訪忠晴の実子）の養父。江戸時代においては、諏訪氏は諏訪頼忠の子の代から大名家（頼水系）と大祝家（頼広（よりひろ）系）の二系統が存在した。頼隆は大祝家・頼広の孫にあたり、元禄年間に諏訪大社の大祝であった。

諏訪 頼隆（すわ よりたか、明応8年（1499年）? - 享禄3年4月18日（1530年5月15日））は、戦国時代の人物・諏訪氏当主・諏訪大社大祝。父は諏訪頼満。弟に諏訪満隣、諏訪満隆など、子に諏訪頼俊、諏訪頼重、諏訪頼高がいる。刑部大輔。
父に譲られて諏訪大社大祝（おおほうり）となったが、嫡男の頼重が誕生すると、永正17年（1520年）に大祝を頼重に譲っている。享禄元年（1528年）には諏訪郡と接する甲斐国守護の武田信虎が諏訪へ侵攻し、神戸・堺川合戦（長野県諏訪郡富士見町）においてこれを撃退する。享禄3年（1530年）に死去した。諏訪大社の神事をめぐる神官同士の対立を仲裁した際に先例を曲げたため神罰が下ったといわれているが定かではない。

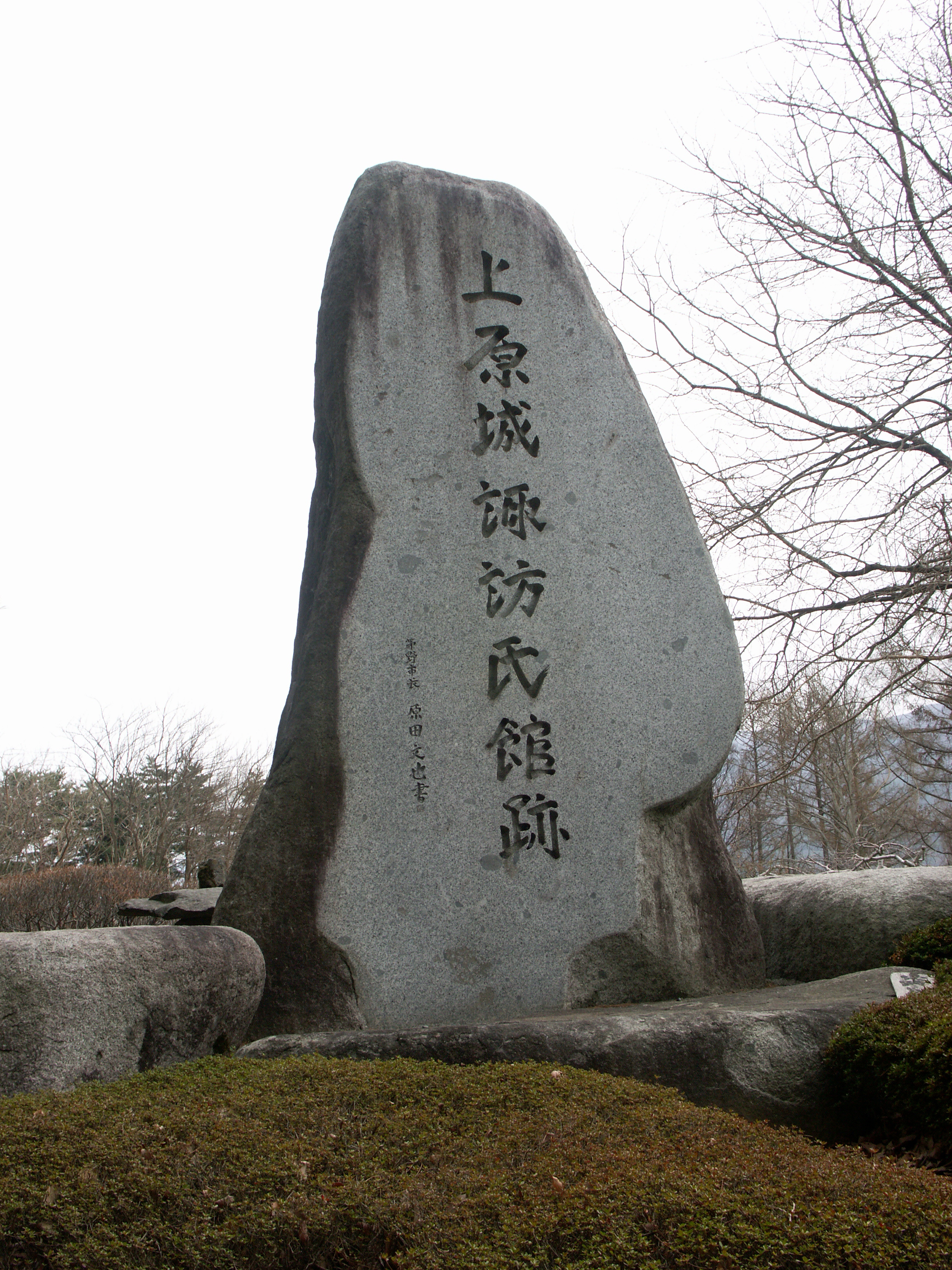
上原城居館跡の石碑